# Trò chơi điện tử nhập vai
Trò chơi điện tử nhập vai (tiếng Anh thường gọi là role-playing game hoặc viết tắt là RPG, tương tự với computer role-playing game và CRPG) là một thể loại trò chơi điện tử mà trong đó người chơi điều khiển các hành động của một nhân vật (hoặc một nhóm nhân vật) trong một thế giới trừu tượng, thường đi kèm một số hình thức chung như phát triển nhân vật bằng các số liệu thống kê. Nhiều trò chơi điện tử nhập vai có nguồn gốc từ trò chơi nhập vai trên bàn và sử dụng nhiều thuật ngữ, cài đặt và cơ chế chơi giống nhau. Những điểm tương đồng với trò chơi bút và giấy là các yếu tố kể chuyện và tường thuật, sự phát triển của nhân vật người chơi, độ phức tạp, cũng như giá trị chơi lại và khả năng nhập vai. Mặt trò chơi điện tử không cần người quản trò cũng như tốc độ phân tích khi vào trận. RPG phát triển từ các trò chơi có giao diện dạng cửa sổ, thể hiện bằng những văn bản đơn giản, từ đó phát triển thành trải nghiệm 3D trực quan phong phú.

## Lịch sử và phân loại
Thể loại trò chơi điện tử nhập vai bắt đầu vào giữa những năm 1970 trên máy tính lớn, lấy cảm hứng từ các trò chơi nhập vai bằng bút và giấy như Dungeons & Dragons. Một số nguồn cảm hứng khác cho các trò chơi điện tử nhập vai ban đầu còn có trò chơi chiến tranh trên bàn, trò chơi mô phỏng thể thao, trò chơi phiêu lưu như Colossal Cave Adventure, các tác phẩm giả tưởng của các tác giả như  J. R. R. Tolkien, các trò chơi chiến lược truyền thống như cờ vua, và văn học sử thi cổ Epic of Gilgamesh, theo cùng một cấu trúc cơ bản, là bắt đầu các nhiệm vụ khác nhau để hoàn thành mục tiêu.
Sau thành công của các trò chơi điện tử nhập vai như Ultima và Wizardry, lần lượt đóng vai trò là bản thiết kế chuẩn cho Dragon Quest và Final Fantasy, thể loại nhập vai cuối cùng đã chia thành hai phong cách, trò chơi điện tử nhập vai phương Đông và nhập vai phương Tây, do sự khác biệt về văn hóa, mặc dù gần như phản ánh sự phân chia nền tảng tương ứng giữa máy chơi game và máy tính. Cuối cùng, trong khi các RPG đầu tiên đem đến trải nghiệm chơi một người chơi tuyệt đối, sự phổ biến của chế độ nhiều người chơi đã tăng mạnh trong khoảng thời gian từ đầu đến giữa những năm 1990 với các trò chơi nhập vai hành động như Secret of Mana và Diablo. Với sự ra đời của Internet, các trò chơi nhiều người chơi đã trở thành trò chơi nhập vai trực tuyến nhiều người chơi (MMORPG), bao gồm Lineage, Final Fantasy XI, và World of Warcraft.

## Thể loại con

### Hành động nhập vai
Các trò chơi hành động nhập vai thường có tính năng mỗi người chơi sẽ điều khiển trực tiếp một nhân vật trong thời gian thực và tập trung mạnh vào chiến đấu và hành động. Cốt truyện và sự tương tác với nhân vật luôn giữ ở mức tối thiểu. Các trò chơi hành động nhập vai ban đầu có xu hướng tuân theo khuôn mẫu của các trò chơi của Nihon Falcom thập niên 1980 như Dragon Slayer và loạt Ys, có tính năng chiến đấu hack and slash, điều khiển trực tiếp các chuyển động và hành động của nhân vật người chơi, sử dụng bàn phím hoặc bộ điều khiển trò chơi, thay vì sử dụng các menu. Công thức này được cô đọng bởi trò chơi phiêu lưu hành động, The Legend of Zelda (1986), đã đặt ra khuôn mẫu ban đầu để nhiều trò chơi nhập vai hành động sau đó áp dụng, bao gồm cả những đổi mới như thế giới mở, lối chơi phi tuyến tính, pin lưu điểm chơi, và một nút tấn công, diễn tả hoạt cảnh một cú vung kiếm hoặc đòn tấn công bằng viên đạn trên màn hình. Trò chơi cũng làm gia tăng sự xuất hiện của các trò chơi hành động nhập vai được phát hành từ cuối những năm 1980, cả ở Nhật Bản và Bắc Mỹ. Loạt Legend of Zelda tiếp tục tạo ảnh hưởng đến sự chuyển đổi của những trò chơi nhập vai trên máy tính và máy chơi trò chơi điện tử tại gia, từ cách chiến đấu theo lượt, nặng về chỉ số sang chiến đấu hành động thời gian thực trong những thập kỷ sau đó.

### Trò chơi nhập vai trực tuyến nhiều người chơi
Mặc dù nhiều trò chơi nhập vai ban đầu chỉ dành cho các hệ thống máy tính lớn PLATO vào cuối thập niên 1970, cũng hỗ trợ nhiều người chơi đồng thời, mức độ phổ biến của chế độ nhiều người chơi trong các trò chơi nhập vai chính thống không tăng nhiều cho đến đầu thập niên 1990. Ví dụ, Secret of Mana (1993), một trong những trò chơi hành động nhập vai đầu tiên của Square, cũng là một trong những trò chơi RPG thương mại đầu tiên có lối chơi hợp tác nhiều người chơi, đem đến hành động cùng lúc cho hai và ba người khi nhân vật chính đã chiêu mộ thành viên vào nhóm. Sau đó, Diablo (1996) kết hợp các yếu tố CRPG và trò chơi hành động với chế độ nhiều người chơi trên Internet, tối đa bốn người chơi vào cùng một thế giới và chiến đấu với quái vật, trao đổi vật phẩm hoặc chiến đấu chống lại nhau.

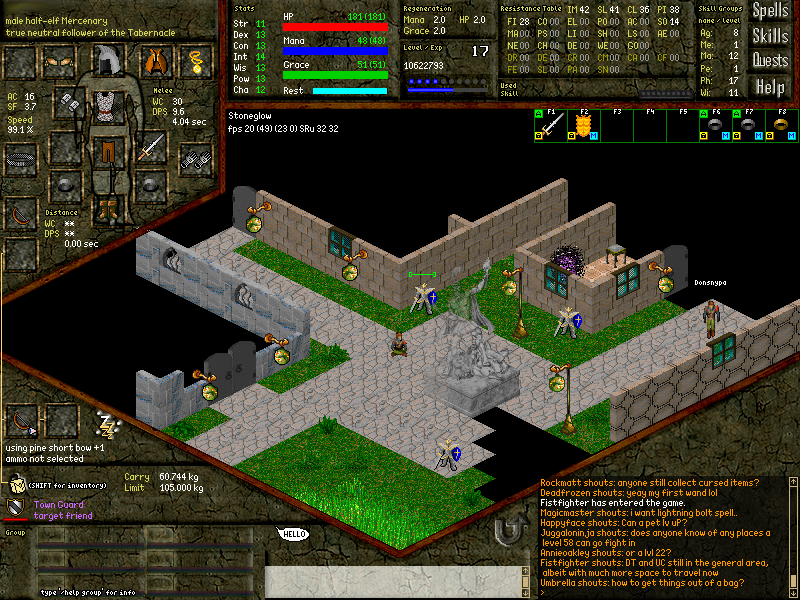
Nhiều người trò chuyện và chơi trực tuyến trong MMORPG Daimonin.

Cũng trong khoảng thời gian này, thể loại MUD do MUD1 tạo ra vào năm 1978 đang trải qua một giai đoạn mở rộng đáng kể do sự phát hành và lan rộng của LPMud (1989) và DikuMUD (1991). Chẳng bao lâu sau, được thúc đẩy bởi mức độ phổ biến tất yếu của Internet, những xu hướng song song này đã hợp nhất trong việc phổ biến đồ họa MUD, thứ sau này gọi là trò chơi nhập vai trực tuyến nhiều người chơi hoặc MMORPG, bắt đầu với các trò chơi như Meridian 59 (1995), Nexus: The Kingdom of the Winds (1996), Ultima Online (1997), Lineage (1998), và EverQuest (1999), và dẫn đến những hiện tượng hiện đại hơn như RuneScape (2001), Ragnarok Online(2002), Final Fantasy XI (2003), Eve Online (2003) Toontown Online của Disney (2003) và World of Warcraft (2004).

### Roguelikes và roguelites

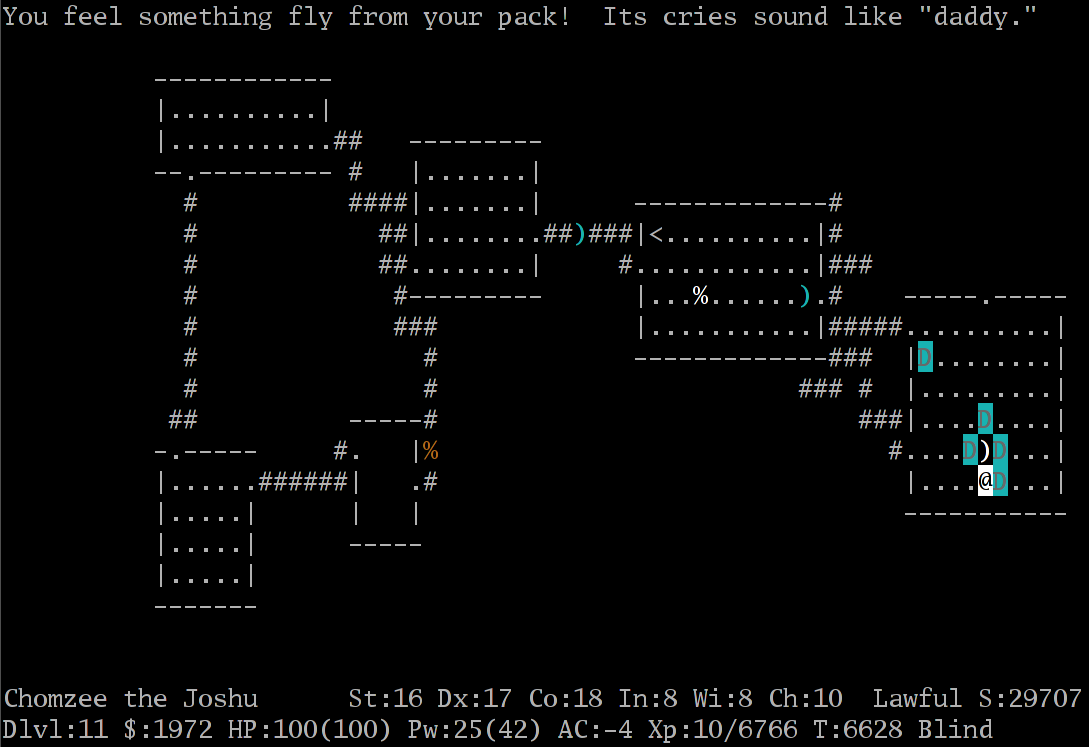
NetHack và các roguelikes khác thường sử dụng các ký tự văn bản ASCII để đại diện cho các đối tượng trong thế giới trò chơi. Vị trí của nhân vật chính trong hình này biểu thị bằng ký hiệu @.

Roguelike là một nhánh phụ của trò chơi điện tử nhập vai, có đặc điểm là tạo ra các cấp độ trò chơi theo màn chơi, lối chơi theo lượt, đồ họa dựa trên ô, cái chết vĩnh viễn của nhân vật người chơi và thường dựa trên bối cảnh tường thuật có độ giả tưởng cao. Roguelikes xuất phát từ trò chơi Rogue năm 1980, đặc biệt phản ánh đồ họa sprite và văn bản dựa trên nhân vật Rogue. Những trò chơi này rất phổ biến trong giới sinh viên đại học và các lập trình viên máy tính thập niên 1980 và 1990, dẫn đến một số lượng lớn các biến thể xuất hiện, nhưng vẫn tuân thủ các yếu tố trò chơi chung này. Một số biến thể nổi tiếng hơn như Hack, NetHack, Ancient Domains of Mystery, Moria, Angband, loạt Tales of Maj'Eyal. Loạt Mystery Dungeon của Chunsoft ở Nhật Bản, lấy cảm hứng từ Rogue, cũng nằm trong khái niệm trò chơi roguelike.
Gần đây, các máy tính gia đình và hệ thống chơi trò chơi dần mạnh hơn, các biến thể mới của roguelikes kết hợp với các thể loại trò chơi khác, các yếu tố chủ đề và phong cách đồ họa đã trở nên phổ biến, thường vẫn giữ khái niệm về thủ tục chung. Những tựa trò chơi này đôi khi bị gắn nhãn là "giống roguelike", "rogue-lite" hoặc "mê cung chết chóc" để phản ánh sự biến đổi từ những tựa trò chơi bắt chước cách chơi của roguelikes truyền thống một cách trung thực hơn. Các trò chơi khác, như Diablo và UnReal World,, lấy cảm hứng từ các trò chơi roguelikes.